# Прокопенко, Дмитрий Анатольевич
Дми́трий Анато́льевич Прокопе́нко (род. 24 мая 1972, Москва, СССР) — советский и российский футболист, нападающий.

## Карьера
Свою футбольную карьеру начал ещё в чемпионате СССР, в 1990 году выступая за «Томь». С 1991 по 1992 год выступал за клуб «Траско». В 1993 году перешёл в московское «Торпедо», в составе которого в том же году стал обладателем Кубка России. Этот успех позволил «Торпедо» принять участие в Кубке обладателей кубков 1993/94. Участвовал в первом матче 15 сентября 1993 года против «Маккаби» (Хайфа). Всего в «Торпедо» выступал на протяжении четырёх сезонов, провёл 96 матчей и забил 18 мячей. В 1997 году перешёл в «Черноморец» (Новороссийск). Отыграв за клуб 12 матчей, отправился в Португалию, где выступал за «Спортинг» (Брага), «Санта-Клару», «Варзин» и «Эштрелу» (Амадора). В 2004 году вернулся в Россию, подписав контракт с клубом «Луч-Энергия». Однако отыграв лишь 6 матчей, в 2005 году перешёл в воронежский «Факел». Выступал до 2006 года, когда перешёл в «Спортакадемклуб», который выступал во Втором дивизионе. Завершил свою профессиональную карьеру выступая за «Фортуну» (Мытищи) в первенстве ЛФЛ в 2009 году.
Окончил в 2004 году МГАФК и работает тренером в 27-й спортивной школе «Сокол» Москомспорта.

## Достижения
- Обладатель Кубка России: 1992/93
- Финалист Кубка Португалии: 1997/98
- Серебряный призёр лиги Сегунда: 2000/01
- Бронзовый призёр лиги Сегунда (2): 1998/99, 2002/03
- Победитель зоны «Запад» Второго дивизиона России: 2007
- Мастер спорта России[источник не указан 1181 день]